# Фольтест
Фольтест (пол. Foltest) — персонаж літературного циклу «Відьмак» польського письменника Анджея Сапковського, король Темерії, учасник двох війн з Нільфгаардом.

## Біографія
У книгах Сапковського Фольтест — король Темерії, князь Соддена, правитель Понтарії, сюзерен Махакама, сеньйор-протектор Бругге, Ангрена, Заріччя і Елландера. Завдяки своїм розуму і рішучості він зробив Темерію найсильнішим королівством Півночі. Фольтест брав участь у Першій Північній війні і бився під Содденом. Напередодні другої війни він уклав договір про нейтралітет з Нільфгаардом, але останній порушив цю угоду; тоді Фольтест приєднався до інших жителів півночі і зіграв важливу роль в битві при Бренні.
Фольтест вступив в кровозмішний союз з власною сестрою Аддою. У результаті народилася дочка того ж імені, яка через накладене на неї прокляття до чотирнадцяти років була стригою, поки її не розчаклував Геральт.

## У серіалах
У польському телесеріалі «Відьмак» Фольтеста зіграв Едвард Жентара. В американсько-польському серіалі з тією ж назвою, перший сезон якого вийшов на екрани в грудні 2019 року, Фольтеста зіграв Шон Дулі. Цей персонаж з'являється в третій серії, «Зрадницький місяць», причому в сусідніх епізодах глядачі бачать короля Темерії літнім чоловіком та дитиною. Критики констатували, що це виглядає досить дивно і є одним з проявів важливого недоліку першого сезону — заплутаності внутрішньої хронології. Втім, не всі рецензенти побачили в такому сусідстві двох Фольтестів проблему.
Власне візуалізація цього персонажа теж стала об'єктом критики, зокрема, через відмінності серіального Фольтеста з книжковим. Прозвучала думка, що прихильники радикального фемінізму, які працювали над серіалом, зробили Фольтеста своєю головною жертвою. Без будь-яких обґрунтувань короля зобразили як явного деграданта; він до кінця приховує свій зв'язок з сестрою і не вживає, на відміну від книги, послідовних спроб врятувати свою дочку і одночасно племінницю. Один з рецензентів уподібнив Фольтеста жертвам руху Me Too.
У приході Фольтеста на допомогу захисникам Соддена один з критиків побачив подібність сцени з «Володаря кілець», де кіннота Рохана рятує Мінас-Тіріт.